# ويليام بول
ويليام بول (بالإنجليزية: William Poole)‏ (24 يوليو 1821 بمقاطعة ساسكس في الولايات المتحدة - 8 مارس 1855 بنيويورك في الولايات المتحدة) هو مجرم وملاكم أمريكي.